# An Der Beat
David Nicolau (Palafrugell, 1973), més conegut pel nom artístic An Der Beat, és un músic i punxadiscos català.
El 1986, arran de descobrir l'acid-house, començà a interessar-se per la música electrònica i a trastejar amb diferents tocadiscs (Lenco, Technics…) i sintetitzadors Atari, produint la seva primera remescla en casset el 1989, fins a aconseguir actuar a La Sala del Cel i al Sónar, el 1995, i fitxant per Minfunk Records.

## Discografia
- Christa Päffgen (EP, 1996)
- Recicla-ho (1997)
- Atari (EP, 1998)
- Normal (EP, 1999)
- Dame chocolate (2001)[3]
- Aire Lounge (amb Berta, Música Global, 2006)[4]
- Un der tree (2014)[5]
- Tarzán y su puta madre haciendo hip-hop en Alcobendas (2016)